# Chantal Abergel
Pour les articles homonymes, voir Abergel.
Chantal Abergel, née le 1er décembre 1961, est une biologiste française, virologiste, spécialiste des virus géants (20 à 300 nanomètres). Elle est  Directrice de recherche au CNRS et, dirige avec son mari Jean-Michel Claverie bio-informaticien, le laboratoire Information génomique et structurale de l'Institut de microbiologie de la Méditerranée,,,,,université Aix-Marseille. En 2003, son laboratoire est à l'origine de la découverte du premier virus géant Mimivirus, puis en 2011 de la découverte d'un virus géant encore plus gros Mégavirus Chilensis.Depuis, en 2014 et 2015, ils ont découvert des virus dans le pergélisol sibérien.

## Biographie
Chantal Abergel née le 1er décembre 1961, est la fille d’un père marocain kinésithérapeute et d’une mère au foyer originaire du centre de la France,
En 1990, la thèse de Chantal Abergel, sous la direction de Raymond Kern, porte sur "la Cristallisation des protéines : étude systématique de paramètres critiques".
En 1995, Chantal Abergel et son mari Jean-Michel Claverie créent et dirigent à Marseille le laboratoire « Information génomique et structurale »(IGS) consacré à l’analyse génomique de bactéries pathogènes, à l’étude structurale de protéines bactériennes et, plus récemment, à celle de virus géants.

### Découverte des virus géants
Les virus géants ont la particularité d’infecter des amibes, des animaux unicellulaires, en se faisant passer pour les bactéries dont ils se nourrissent. Leur existence remet en question certains chemins a priori bien tracés de l’évolution des virus.

#### 2003 Mimivirus
En 2003, le laboratoire IGS, en découvrant le premier virus géant Mimivirus baptisé Acanthamoeba polyphaga mimivirus2, démontre l’existence de virus visibles au microscope optique, possédant un génome à ADN comparable en complexité à celui des bactéries. La dimension de ce virus (0,75 millième de millimètre, le rend visible au microscope optique), ce monstre 350 fois plus gros que son collègue de la grippe possède un génome composé de plus d’un millier de gènes, alors qu’un virus standard en contient tout au plus quelques dizaines. Le virus de la grippe contiendrait 10 gènes, les virus géants peuvent en contenir 1000 voire davantage.  Mimivirus a une taille de 750 nm de diamètre et codant 979 protéines.
Ce virus avait été déjà isolé en 1992 par un hôpital à Bradford, l'équipe de Chantal Abergel l'a identifié.
« Notre équipe a contribué à identifier comme étant un virus ce micro-organisme qui avait été isolé en 1992 au sein d’une amibe trouvée dans une tour de climatisation d’un hôpital de Bradford, en Angleterre, et que l’on avait pris pour une bactérie avant de l’oublier au fond d’un congélateur »

#### 2011 Megavirus Chilensis
Puis en 2011, c'est un autre méga virus baptisé Megavirus chilensis, qui est découvert par l'équipe du laboratoire le long des côtes chiliennes, aux abords de la station biologique de Las Cruces, sur la côte Pacifique du Chili. Il a une forme comparable à Mimivirus et son enveloppe (la capside) est également couverte de fibres qui lui donnent un aspect poilu. Mais il est encore plus gros et plus complexe que le Mimivirus, qui possède déjà un millier de gènes ,.
« Ce virus encore plus gros et plus complexe que Mimivirus a une allure très militaire avec ses “cheveux” courts (les glycoprotéines qui recouvrent les virus et les font ressembler à des bactéries pour leurrer les amibes et se faire “manger” par elles), alors que son lointain cousin Mimivirus fait très hippie avec ses longs cheveux sucrés !, plaisante Chantal Abergel
Megavirus Chilensis possède un nombre record de gènes (1 260), ce qui le place largement au-delà de la complexité génétique de nombreuses bactéries,.
Avec ses 1 259 197 paires de bases, le génome de Megavirus dépasse de 6,5 % celui de Mimivirus. Les deux virus géants ont surtout un point commun qu'on ne trouve chez aucun autre type de virus : trois gènes codant des enzymes qui interviennent dans la synthèse des protéines. Le manque de 258 gènes de Mimivirus vs Megavirus ne signifie pas que Megavirus a ramassé ces gènes d'autres sources. Il est possible que Mimivirus ait perdu ces gènes. De même, Megavirus pourrait, lui-aussi, avoir perdu des centaines de gènes.
Depuis, d’autres virus géants ont été isolés démontrant qu’ils ne sont pas rares mais ont bien été occultés pour des raisons historiques.
En 2014, la même équipe du laboratoire de Chantal Abergel déniche Pithovirus sibericum dans le pergélisol (ou permafrost) sibérien. En 2015, ils identifient dans le même échantillon de sol gelé une nouvelle espèce de virus géant, qu’ils nomment Mollivirus sibericum.

### Reconnaissance
Le 29 novembre 2018, elle est élue au bureau du Conseil scientifique du CNRS.
La découverte des Pandoravirus, caractérisés par la grande taille et la complexité de leur génome, l’isolement de virus géants dans le permafrost sibérien, et leur contribution originale à la réflexion sur la notion de virus ont un grand retentissement.
Chantal Abergel et Jean-Michel Claverie sont lauréats du prix Jaffé 2019 en biologie
Le 6 novembre 2015, Chantal Abergel est faite chevalier de la légion d'honneur en 2014,.
En 2021, Chantal Abergel a dirigé 6 thèses et a été membre de jury pour 3 thèses.

## Les domaines du vivant
Depuis les années 1990, il est admis que le monde vivant est divisé en 3 domaines basés sur la structure cellulaire, :
- les eucaryotes, cellules caractérisées par la présence d'un noyau, constituant les plantes, les animaux, les champignons
- les bactéries, cellules procaryotes (sans noyau)
- les archéobactéries, bactéries aux caractéristiques intermédiaires entre procaryotes et eucaryotes, connues pour leur capacité à vivre dans les milieux extrêmes Mimivirus se positionnerait comme "l'héritier" d'une 4ème branche dans l'arbre de l'évolution de la vie.

## Récompenses et distinctions
- 2014 :  Chevalière de la Légion d'honneur[23]
- 2014 : Médaille d'argent du CNRS[27]
- 2014: prix Coups d’élan pour la recherche française décerné par la Fondation Bettencourt Schueller[11].
- 2015 : Prix du magazine La Recherche pour la découverte du Pithovirus sibericum, un nouveau type de virus géant vieux de 30 000 ans[28]
- 2019 :  Officière de l'ordre national du Mérite, secteur santé, social et humanitaire[29]